# 크리스티안 마조
크리스티안 마조(이탈리아어: Christian Maggio, 1982년 2월 11일, 몬테치오마조레 ~ )는 이탈리아의 전 축구 선수이다.

## 클럽 경력

### 비첸차
마조는 그의 선수 생활을 시작한 비첸차에서 2000-01 시즌에 세리에 A 데뷔전을 치렀고 시즌이 끝나기 전까지 6경기에 출전했다. 개인기량 수준이 성공했지만, 그 시즌이 끝나고 비첸차는 세리에 B로 강등됐다. 마조는 비첸차에서 2003년까지 보냈으며 그동안에 38경기에 출전하여 1골을 넣었다. 그의 등록 권리가 2002년 6월 40억 리라(비공식으로는 파올루 구스타비뉴와 현금)에 파르마로 팔렸다. 2003년 6월에 공동소유 계약이 재개됐다.

### 피오렌티나
2003년, 마조는 파르마에서 피오렌티나와 계약했다. 2004년 6월, 피오렌티나는 비첸차로주터 나머지 절반 권리를 획득했다. 마조는 2004-05 시즌 세리에 B에서 승격하기전까지 정기적으로 출전하였다. 그는 세리에 A 2005-06 시즌에 13번 출전했고 세리에 A 2006-07 시즌에는 단 3번 출전했다. 마조는 1.5 시즌을 임대를 간걸 포함하여 비올라에서 4년간 56경기에 출전해 2골을 넣었다. 마조는 2006-07 시즌에 15만 유로에 삼프도리아로 임대를 갔다. 임대가 끝나고 삼프도리아는 그의 나머지 공동소유 계약을 1백 50만 유로에 계약했다.

### 삼프도리아
이탈리아 유소년 대표팀에서 그가 지닌 잠재력을 보여줄고나서야 마조는 삼프도리아와 계약했다. 몇 인상적인 활약을 한 2007-08 시즌 동안 그는 29경기에 출전하여 9골을 넣었다. 시즌이 끝나고 삼프도리아는 그의 나머지 절반 권리를 1백95만 유로에 획득했다. 그는 즉시 8백만 유로에 SSC 나폴리로 되 팔렸다.

### 나폴리
나폴리에 있는동안 그는 꾸준한 플레이를 보였다. 2009년 10월 18일, 마조는 볼로냐를 상대로 파비오 콸리아렐라가 홈경기에서 동점골을 상태에서 90분에 결승골을 넣어 나폴리의 세리에 A 복귀 승리를 도왔다. 마조는 10월 25일 스타디오 아르테미오 프란키에서 그 경기에서 유일한 골을 넣으며 좋은 폼을 유지하며 피오렌티나를 나폴리의 승리를 도왔다. 2010년 1월 24일에 마조는 리보르노를 상대로 멋진 발리슛으로 골을 넣었다. 그는 긴 크로스가 그의 앞으로 떨어졌던 페널티 박스의 코너 근처에 자리를 잡았다. 그 빠른 패스는 그의 어깨쪽으로 갔고 그는 강하게 그 공을 발리슛으로 연결하여 골키퍼를 지나 코너 위쪽으로 들어갔다.
2010년 12월 6일, 마조는 팔레르모를 1-0으로 이긴 경기에서 마지막 힘겨운 골을 넣으며 나폴리는 안전히 승점 3점을 얻었다. 마조는 보통 나폴리가 3-4-2-1 포메이션으로 플레이를 한 이래로 오른쪽 미드필더/오른쪽 윙어의 역할이다. 그는 선수 생활 대부분을 오른쪽 수비수로 뛰었다. 하지만 그가 윙어로 뛰기 시작한 이래로, 그의 실력은 향상됐고 그는 그의 매우 좋아진 공격 기술 때문에 오른쪽 수비수 보다는 오른쪽 윙어가 낫다고 평가받고 있다.

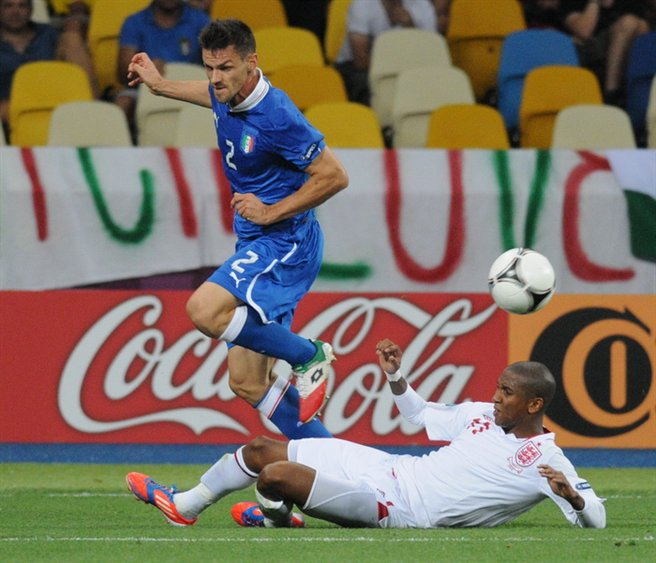
유로 2012 준준결승전에서 잉글랜드의 애슐리 영과 볼 다툼 중인 마조

2011-12 시즌 동안에, 그는 좋은 활약을 하고 공격 능력을 향상시켜 33경기에 출전하여 3골을 넣고 5개의 어시스트를 했다. 마조는 2011년 11월 29일에 열린 유벤투스와 3-3 무승부 경기에서 두 골을 넣었다. 챔피언스리그의 우승팀이 된 첼시와 16강전에서, 마조는 37분에 부상으로 다리를 절며 교체됐다. 나폴리는 결국 연장 기간이 지나고 5-4로 패했고, 마조는 다음 7경기를 결장했다. 그의 활약은 그를 그의 프로생활 첫 수상인 세리에 A 2011-12 올해의 팀에 들게 됐다.

### 베네벤토
2018년 7월 6일, 2년 계약을 맺으며 베네벤토에 입단했다.

## 국가대표팀 경력
마르첼로 리피에 의해 소집된 그는 2008년 11월 19일에 그리스를 상대로한 친선전에서 61분 경에 마우로 카모라네시와 교체 출전하며 이탈리아 대표팀 데뷔전을 치렀다. 그는 2010년 FIFA 월드컵 조별리그에서 잔루카 참브로타의 후보 선수로서 참가했다.
신임 감독 체사레 프란델리 하에, 그는 오른쪽 수비에 있어서 주전이 되었고 UEFA 유로 2012에 참가했다. 마조는 유로 대회에서 조별리그 스페인과 1-1 무승부였던 1차전과, 크로아티아와 1-1 무승부였던 2차전에 출전하였다. 마조는 준준결승전에서 잉글랜드를 승부차기에서 4-2로 이긴 경기에도 참여했다.

## 수상 경력

### 클럽
나폴리
- 코파 이탈리아 우승 2011–12

### 국가대표팀
이탈리아
- UEFA 유럽 축구 선수권 대회: 준우승 2012
- FIFA 컨페더레이션스컵: 3위 2013